# GlaxoSmithKline Pharmaceuticals
GlaxoSmithKline Pharmaceuticals SA – przedsiębiorstwo należące do brytyjskiego koncernu GlaxoSmithKline, powstałe na bazie polskiego producenta leków – Polfy Poznań SA. Posiada zakład produkcyjny w Poznaniu.

## Historia
W Poznaniu przy ul. Grunwaldzkiej 189 (obecnie w granicach osiedla Junikowo) od lat 30. XX wieku funkcjonował niewielki prywatny zakład, który w latach 50. znacjonalizowano, a następnie włączono do grupy Zjednoczenia Farmaceutycznego Polfa. Przez lata firma rozwijała się, by w 1998 roku stać się częścią koncernu Glaxo Wellcome.
W 1998 roku Glaxo Wellcome zainwestowało 220 mln dolarów i wykupiło 80% akcji sprywatyzowanych Poznańskich Zakładów Farmaceutycznych Polfa SA. Po połączeniu firm Glaxo Wellcome i SmithKline Beecham powstała korporacja GlaxoSmithKline. 23 maja 2001 Sąd Rejonowy w Poznaniu zarejestrował nową spółkę w Polsce – GlaxoSmithKline Pharmaceuticals S.A.
Ogólne przychody grupy kapitałowej GlaxoSmithKline Pharmaceuticals SA w roku 2012 wyniosły ponad 4,6 mld złotych, przychody ze sprzedaży wyniosły prawie 4,5 mld złotych.